# Willem van Aelst

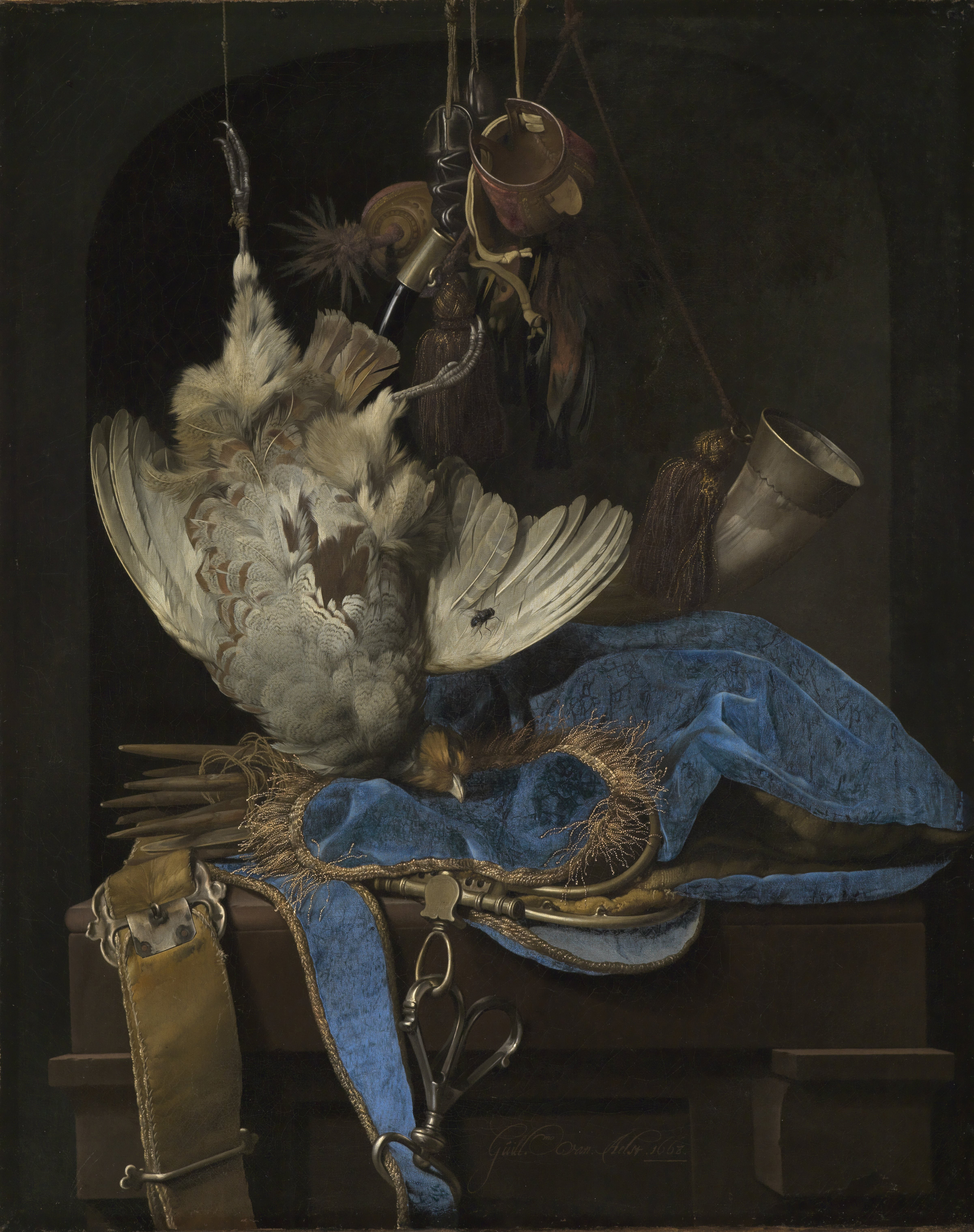
Natura statică cu echipament de vânătoare și păsări moarte de Willem van Aelst

Willem van Aelst (n. mai 1627, Delft, Țările de Jos – d. mai 1683, Amsterdam, Comitatul Olanda, Provinciile Unite)  a fost un artist neerlandez din perioada Epocii de Aur care s-a specializat în pictura de naturi statice cu flori sau joc.

## Biografie
Van Aelst s-a născut în Delft într-o familie de magistrați proeminenți. A învățat să picteze de la unchiul său, pictorul de naturi statice Evert van Aelst. La 9 noiembrie 1643 s-a înscris ca maestru al Breslei Sfântului Luca la Delft.
Între 1645 și 1649 a trăit în Franța. În 1649, Van Aelst a călătorit la Florența, unde a fost pictorul curții pentru Ferdinando al II-lea de Medici, marele duce al Toscanei. Aici era cunoscut sub numele de Guillielmo d'Olanda. În acest moment, marele duce a angajat și doi colegi olandezi Matthias Withoos⁠(d) și Otto Marseus van Schrieck⁠(d), acesta din urmă, de asemenea, un pictor de naturi statice care probabil a influențat stilul lui Van Aelst. Ferdinando al II-lea i-a oferit public lui Van Aelst un lanț de aur și o medalie, ca o mărturie a aprobării sale și o recunoaștere a talentelor sale.
S-a presupus că Van Aelst a vizitat Roma, unde a devenit membru al Bentvueghels⁠(d), o asociație de artiști în principal neerlandezi și flamanzi activi la Roma. Această presupunere se bazează, nu foarte convingător, pe practica sa din anii 1657/58 de a-și semna lucrările cu numele urmat de: „alias (și un personaj-băț desenat)”. Unii au interpretat acest lucru ca o referire la un nume Bent (porecla pe care un membru al familiei Bentvueghel l-ar fi adoptat) – De Vogelverschrikker (în neerlandeză pentru „sperietoare”) – dar nu există documente care să confirme acest lucru.
În 1656 s-a întors în Țările de Jos pentru a se stabili definitiv la Amsterdam. A devenit unul dintre cei mai proeminenți pictori de natură statică ai generației sale, ceea ce i-a permis să trăiască pe Prinsengracht. Probabil că la Amsterdam a murit în 1683 sau la scurt timp după aceea, deoarece ultima sa lucrare datată este din acel an. Van Aelst i-a avut ca ucenici pe Rachel Ruysch⁠(d), Isaac Denies, Maria van Oosterwijck⁠(d) și Ernst Stuven⁠(d).

## Moștenire
Van Aelst are picturi în colecții publice, inclusiv treisprezece tablouri în colecții publice din Regatul Unit.